# Абдулвахід Афолабі
Абдулвахід Афолабі (англ. Abdulwaheed Afolabi, нар. 8 грудня 1991, Кадуна, Нігерія) — нігерійський футболіст, нападник нігерійського футбольного клубу «Квара Юнайтед». Також відомий виступами за сімферопольську «Таврію» і краснодарську «Кубань».

## Клубна кар'єра
Абдулвахід Афолабі народився 8 грудня 1991 року у місті Кадуна, що на північному заході Нігерії. Професійну футбольну кар'єру розпочав у нігерійському клубі «Нігер Торнадос». Афолабі вів переговори із південноафриканським клубом «Блек Леопардс», проте контракт так і не був підписаний. Пізніше гравець намагався працевлаштуватися у голландському «Веендамі».
Пройшовши тренувальний збір із сімферопольською «Таврією» у Туреччині, гравець підписав чотирирічний контракт з клубом, про що повідомив його агент, відомий в минулому нігерійський гравець Тіджані Бабангіда.. 11 березня 2012 року дебютував у складі сімферопольців, вийшовши на заміну у матчі проти криворізького «Кривбасу». Загалом зіграв за кримчан 4 матчі чемпіонату. Більш результативними були його виступи у молодіжній першості, де він зіграв вісім матчів і забив при цьому 5 голів. Скориставшись пунктом контракту, що дозволяв футболісту залишити клуб в будь-яке трансферне вікно без всякої компенсації, гравець покинув розташування сімферопльців влітку 2012 року, розпочавши тренування із донецьким «Металургом». Натомість керівництво «Таврії» направило в Дисциплінарний комітет Прем'єр-ліги заяву про те, що гравець самовільно покинув клуб. Дисциплінарний комітет, реагуючи на цю заяву, дискваліфікував футболіста на шість місяців і оштрафував його на 540 тисяч доларів на користь «Таврії», мотивуючи це тим, що Афолабі самовільно залишив табір клубу і спробував безпідставно розірвати контракт в односторонньому порядку. Гравець не змирився з таким рішенням і подав зустрічну заяву в ФІФА, яка скасувала це рішення і зобов'язала вже «Таврію» протягом 30 днів виплатити грошову компенсацію футболістові.
У 2012 році перейшов до краснодарської «Кубані», де зіграв лише 2 матчі чемпіонату. Після двох матчів російська команда розірвала контракт із гравцем і останній став вільним агентом. Причиною розірвання контракту з кубанцями стали жорсткі висловлювання агента гравця Дмитра Селюка в сторону спортивного директора краснодарського клубу Сергія Доронченка.
Своєю грою за останню команду Абдулвахід привернув увагу тренерського складу азербайджанської «Габали», до складу якої приєднався 2013 року, підписавши контракт на 2 роки. За команду з Габала відіграв 22 матчі і забив 1 гол.

## Статистика виступів

### Статистика клубних виступів
| Клуб                   | Сезон              | Чемпіонат | Чемпіонат | Кубок    | Кубок | Кубок | Інші змагання | Інші змагання | Інші змагання | Загалом | Загалом |
| Клуб                   | Сезон              | Ігор      | Голів     | Змагання | Ігор  | Голів | Змагання      | Ігор          | Голів         | Ігор    | Голів   |
| ---------------------- | ------------------ | --------- | --------- | -------- | ----- | ----- | ------------- | ------------- | ------------- | ------- | ------- |
| «Таврія» (Сімферополь) | 2011—12            | 4         | 0         |          | 0     | 0     | МП            | 8             | 5             | 12      | 5       |
| «Таврія» (Сімферополь) | Загалом            | 4         | 0         |          | 0     | 0     |               | 0             | 0             | 4       | 0       |
| «Кубань»               | 2012—13            | 2         | 0         |          | 0     | 0     |               | 0             | 0             | 2       | 0       |
| «Кубань»               | Загалом            | 2         | 0         |          | 0     | 0     |               | 0             | 0             | 2       | 0       |
| «Габала»               | 2013—14            | 22        | 1         | КА       | 3     | 1     |               | 0             | 0             | 25      | 2       |
| «Габала»               | Загалом            | 22        | 1         |          | 3     | 1     |               | 0             | 0             | 25      | 2       |
| Загалом за кар'єру     | Загалом за кар'єру | 28        | 1         |          | 3     | 1     |               | 8             | 5             | 39      | 7       |